# Archimbald III van Bourbon
Archimbald III van Bourbon bijgenaamd de Jonge en de Witte (circa 1000 - 16 augustus 1078) was van 1031/1033 tot aan zijn dood heer van Bourbon. Hij behoorde tot het huis Bourbon.

## Levensloop
Archimbald III was de zoon van heer Archimbald II van Bourbon en diens echtgenote Ermengarde. Na het overlijden van zijn vader tussen 1031 en 1033 werd hij heer van Bourbon.
Hij richtte zich op zijn territoriale ambities richting Montluçon en verwierf de controle over La Chapelaude, Murat en Montcenoux. In La Chapelaude ging hij akkoord om de bescherming op te nemen van de priorij die in 1060 was opgericht door de monniken van de Abdij van Saint-Denis en in Montcenoux stichtte hij in 1048 een kapittelkerk die afhankelijk was van kapittel van de Saint-Ursindom in Bourges.  
Archimbald III stierf in 1078. Hij werd bijgezet in de kerk van Montet.

## Huwelijk en nakomelingen
Archimbald was eerst gehuwd met ene Beltrude, wier afkomst onbekend bleef. Uit hun huwelijk zijn vier kinderen bekend:
- Archimbald IV (1030-1095), heer van Bourbon
- Albuin (overleden in 1077)
- Gerold
- een anonieme dochter, gehuwd met een heer wiens identiteit onbekend gebleven is

Na de dood van Beltrude huwde Archimbald III met ene Aurea, wier afkomst niet geweten is. Dit huwelijk bleef kinderloos.